# Šime Erlić
Šime Erlić (ur. 22 maja 1985 w Zadarze) – chorwacki polityk, ekonomista i urzędnik samorządowy, w latach 2023–2025 minister rozwoju regionalnego i zarządzania funduszami europejskimi, od 2025 burmistrz Zadaru.

## Życiorys
W 2008 ukończył studia ekonomiczne na Uniwersytecie w Zagrzebiu, a w 2012 studium podyplomowe z lokalnego rozwoju gospodarczego na tej samej uczelni. Od 2008 pracował w agencji rozwoju żupanii zadarskiej, od 2014 był kierownik wydziału zajmującego się funduszami europejskimi w administracji miejskiej Zadaru. Przystąpił do Chorwackiej Wspólnoty Demokratycznej, w 2020 został przewodniczącym struktur miejskich partii. W tym samym roku powołano go na sekretarza stanu w resorcie rozwoju regionalnego i zarządzania funduszami europejskimi.
W styczniu 2023 w drugim rządzie Andreja Plenkovicia objął stanowisko ministra rozwoju regionalnego i zarządzania funduszami europejskimi. W wyborach w 2024 z listy koalicji skupionej wokół HDZ uzyskał mandat posła do Zgromadzenia Chorwackiego. W maju tego samego roku w trzecim rządzie lidera HDZ pozostał na dotychczasowym stanowisku ministerialnym.
W kwietniu 2025 odszedł z rządu w związku z kandydowaniem na burmistrza Zadaru. Został wybrany na ten urząd w drugiej turze wyborów lokalnych w czerwcu 2025.